# باشگاه فوتبال ذوب‌آهن در لیگ قهرمانان آسیا
این نوشتار آمار بازی‌های رسمی آسیایی و بین‌المللی باشگاه فوتبال ذوب‌آهن اصفهان را دربردارد. تمامی مسابقاتی که تیم فوتبال سپاهان در رقابت‌های لیگ قهرمانان آسیا انجام داده است، در فهرست زیر قرار دارد. از مهمترین افتخارات باشگاه فوتبال ذوب‌آهن در تورنمنت های آسیایی و می توان به یک عنوان نایب قهرمانی لیگ قهرمانان آسیا اشاره کرد. تا سال ۲۰۲۳، از ۲۱ دوره برگزاری رقابت‌های لیگ قهرمانان آسیا این تیم در ۸ دوره از این رقابت‌ها حضور داشته‌است.

## فهرست بازی‌ها
| ردیف | تاریخ            | مکان       | حریف           | نتیجهٔ بازی | نتیجه | گلزنان                                   | مرحله              | مسابقات                |
| ---- | ---------------- | ---------- | -------------- | ---------- | ----- | ---------------------------------------- | ------------------ | ---------------------- |
| ۱    | ۲۲ بهمن ۱۳۸۲     | اصفهان     | پاختاکور       | ۰–۱        | برد   | ازوکام                                   | مرحله گروهی گروه A | لیگ قهرمانان آسیا ۲۰۰۴ |
| ۲    | ۱۸ فروردین ۱۳۸۳  | اصفهان     | القطر          | ۳–۳        | مساوی | طهماسبی عزیزی عزیززاده                   | مرحله گروهی گروه A | لیگ قهرمانان آسیا ۲۰۰۴ |
| ۳    | ۲ اردیبهشت ۱۳۸۳  | دوحه       | القطر          | ۰–۰        | مساوی |                                          | مرحله گروهی گروه A | لیگ قهرمانان آسیا ۲۰۰۴ |
| ۴    | ۱۶ اردیبهشت ۱۳۸۳ | تاشکند     | پاختاکور       | ۲–۰        | باخت  |                                          | مرحله گروهی گروه A | لیگ قهرمانان آسیا ۲۰۰۴ |
| ۵    | ۴ اسفند ۱۳۸۸     | اصفهان     | الوحده         | ۰–۱        | برد   | ایگور                                    | مرحله گروهی گروه B | لیگ قهرمانان آسیا ۲۰۱۰ |
| ۶    | ۱۸ اسفند ۱۳۸۸    | جده        | الاتحاد        | ۲–۲        | مساوی | فرهادی قاضی                              | مرحله گروهی گروه B | لیگ قهرمانان آسیا ۲۰۱۰ |
| ۷    | ۴ فروردین ۱۳۸۹   | اصفهان     | بنیادکار       | ۰–۳        | برد   | حسینی قاضی خلعتبری                       | مرحله گروهی گروه B | لیگ قهرمانان آسیا ۲۰۱۰ |
| ۸    | ۱۰ فروردین ۱۳۸۹  | تاشکند     | بنیادکار       | ۰–۱        | برد   | خلعتبری                                  | مرحله گروهی گروه B | لیگ قهرمانان آسیا ۲۰۱۰ |
| ۹    | ۲۵ فروردین ۱۳۸۹  | ابوظبی     | الوحده         | ۱–۰        | باخت  |                                          | مرحله گروهی گروه B | لیگ قهرمانان آسیا ۲۰۱۰ |
| ۱۰   | ۸ اردیبهشت ۱۳۸۹  | اصفهان     | الاتحاد        | ۰–۱        | برد   | خلعتبری                                  | مرحله گروهی گروه B | لیگ قهرمانان آسیا ۲۰۱۰ |
| ۱۱   | ۲۲ اردیبهشت ۱۳۸۹ | اصفهان     | مس کرمان       | ۰–۱        | برد   | ایگور                                    | یک هشتم نهایی      | لیگ قهرمانان آسیا ۲۰۱۰ |
| ۱۲   | ۲۴ شهریور ۱۳۸۹   | اصفهان     | پوهانگ استیلرز | ۱–۲        | برد   | ایگور رجب‌زاده                            | یک چهارم نهایی     | لیگ قهرمانان آسیا ۲۰۱۰ |
| ۱۳   | ۳۱ شهریور ۱۳۸۹   | پوهانگ     | پوهانگ استیلرز | ۱–۱        | مساوی | خلعتبری                                  | یک چهارم نهایی     | لیگ قهرمانان آسیا ۲۰۱۰ |
| ۱۴   | ۱۴ مهر ۱۳۸۹      | اصفهان     | الهلال         | ۰–۱        | برد   | حدادی‌فر                                  | نیمه‌نهایی          | لیگ قهرمانان آسیا ۲۰۱۰ |
| ۱۵   | ۲۸ مهر ۱۳۸۹      | ریاض       | الهلال         | ۰–۱        | برد   | ایگور                                    | نیمه‌نهایی          | لیگ قهرمانان آسیا ۲۰۱۰ |
| ۱۶   | ۲۲ آبان ۱۳۸۹     | توکیو      | سئونگنام       | ۳–۱        | باخت  | خلعتبری                                  | فینال              | لیگ قهرمانان آسیا ۲۰۱۰ |
| ۱۷   | ۱۱ اسفند ۱۳۸۹    | اصفهان     | الامارات       | ۱–۲        | برد   | حسینی ایگور                              | مرحله گروهی گروه D | لیگ قهرمانان آسیا ۲۰۱۱ |
| ۱۸   | ۲۵ اسفند ۱۳۸۹    | ریاض       | الشباب         | ۰–۰        | مساوی |                                          | مرحله گروهی گروه D | لیگ قهرمانان آسیا ۲۰۱۱ |
| ۱۹   | ۱۷ فروردین ۱۳۹۰  | الریان     | الریان         | ۱–۳        | برد   | خلعتبری ایگور حدادی‌فر                    | مرحله گروهی گروه D | لیگ قهرمانان آسیا ۲۰۱۱ |
| ۲۰   | ۳۰ فروردین ۱۳۹۰  | اصفهان     | الریان         | ۰–۱        | برد   | فرهادی                                   | مرحله گروهی گروه D | لیگ قهرمانان آسیا ۲۰۱۱ |
| ۲۱   | ۱۳ اردیبهشت ۱۳۹۰ | راس الخیمه | الامارات       | ۰–۱        | برد   | قاضی                                     | مرحله گروهی گروه D | لیگ قهرمانان آسیا ۲۰۱۱ |
| ۲۲   | ۲۰ اردیبهشت ۱۳۹۰ | اصفهان     | الشباب         | ۱–۰        | باخت  |                                          | مرحله گروهی گروه D | لیگ قهرمانان آسیا ۲۰۱۱ |
| ۲۳   | ۴ خرداد ۱۳۹۰     | اصفهان     | النصر          | ۱–۴        | برد   | قاضی ایگور (۲) خیری                      | یک هشتم نهایی      | لیگ قهرمانان آسیا ۲۰۱۱ |
| ۲۴   | ۲۳ شهریور ۱۳۹۰   | سوون       | سوون سامسونگ   | ۱–۱        | مساوی | قاضی                                     | یک چهارم نهایی     | لیگ قهرمانان آسیا ۲۰۱۱ |
| ۲۵   | ۶ مهر ۱۳۹۰       | اصفهان     | سوون سامسونگ   | ۲–۱        | باخت  | قاضی                                     | یک چهارم نهایی     | لیگ قهرمانان آسیا ۲۰۱۱ |
| ۲۶   | ۲۱ بهمن ۱۳۹۰     | تهران      | الاستقلال      | ۲–۰        | باخت  |                                          | پلی‌آف              | لیگ قهرمانان آسیا ۲۰۱۲ |
| ۲۷   | ۴ اسفند ۱۳۹۴     | دوحه       | لخویا          | ۰–۱        | برد   | رجب‌زاده                                  | مرحله گروهی گروه B | لیگ قهرمانان آسیا ۲۰۱۶ |
| ۲۸   | ۱۱ اسفند ۱۳۹۴    | اصفهان     | لخویا          | ۰–۰        | مساوی |                                          | مرحله گروهی گروه B | لیگ قهرمانان آسیا ۲۰۱۶ |
| ۲۹   | ۲۶ اسفند ۱۳۹۴    | تاشکند     | بنیادکار       | ۰–۰        | مساوی |                                          | مرحله گروهی گروه B | لیگ قهرمانان آسیا ۲۰۱۶ |
| ۳۰   | ۱۷ فروردین ۱۳۹۵  | اصفهان     | بنیادکار       | ۲–۵        | برد   | اسماعیلی‌فر محمدزاده رجب‌زاده رضایی تبریزی | مرحله گروهی گروه B | لیگ قهرمانان آسیا ۲۰۱۶ |
| ۳۱   | ۱ اردیبهشت ۱۳۹۵  | مسقط       | النصر          | ۰–۳        | برد   | پهلوان (۲) رضایی                         | مرحله گروهی گروه B | لیگ قهرمانان آسیا ۲۰۱۶ |
| ۳۲   | ۱۵ اردیبهشت ۱۳۹۵ | دبی        | النصر          | ۰–۳        | برد   | پهلوان حسن‌زاده بیگ‌زاده                   | مرحله گروهی گروه B | لیگ قهرمانان آسیا ۲۰۱۶ |
| ۳۳   | ۲۹ اردیبهشت ۱۳۹۵ | العین      | العین          | ۱–۱        | مساوی | عباسی                                    | یک هشتم نهایی      | لیگ قهرمانان آسیا ۲۰۱۶ |
| ۳۴   | ۵ خرداد ۱۳۹۵     | اصفهان     | العین          | ۲–۰        | باخت  |                                          | یک هشتم نهایی      | لیگ قهرمانان آسیا ۲۰۱۶ |
| ۳۵   | ۳ اسفند ۱۳۹۵     | العین      | العین          | ۱–۱        | مساوی | بنگستون                                  | مرحله گروهی گروه C | لیگ قهرمانان آسیا ۲۰۱۷ |
| ۳۶   | ۱۰ اسفند ۱۳۹۵    | مسقط       | الاهلی         | ۲–۱        | باخت  | رجب‌زاده                                  | مرحله گروهی گروه C | لیگ قهرمانان آسیا ۲۰۱۷ |
| ۳۷   | ۲۳ اسفند ۱۳۹۵    | تاشکند     | بنیادکار       | ۰–۲        | برد   | بنگستون تبریزی                           | مرحله گروهی گروه C | لیگ قهرمانان آسیا ۲۰۱۷ |
| ۳۸   | ۲۲ فروردین ۱۳۹۶  | اصفهان     | بنیادکار       | ۱–۲        | برد   | محمدزاده تبریزی                          | مرحله گروهی گروه C | لیگ قهرمانان آسیا ۲۰۱۷ |
| ۳۹   | ۴ اردیبهشت ۱۳۹۶  | اصفهان     | العین          | ۳–۰        | باخت  |                                          | مرحله گروهی گروه C | لیگ قهرمانان آسیا ۲۰۱۷ |
| ۴۰   | ۱۸ اردیبهشت ۱۳۹۶ | الریان     | الاهلی         | ۲–۰        | باخت  |                                          | مرحله گروهی گروه C | لیگ قهرمانان آسیا ۲۰۱۷ |
| ۴۱   | ۱۰ بهمن ۱۳۹۶     | اصفهان     | آیزول          | ۱–۳        | برد   | رجب‌زاده تبریزی (۲)                       | پلی‌آف              | لیگ قهرمانان آسیا ۲۰۱۸ |
| ۴۲   | ۲۳ بهمن ۱۳۹۶     | دوحه       | الدحیل         | ۳–۱        | باخت  | استنلی                                   | مرحله گروهی گروه B | لیگ قهرمانان آسیا ۲۰۱۸ |
| ۴۳   | ۳۰ بهمن ۱۳۹۶     | اصفهان     | لوکوموتیو      | ۰–۲        | برد   | تبریزی حسینی                             | مرحله گروهی گروه B | لیگ قهرمانان آسیا ۲۰۱۸ |
| ۴۴   | ۱۵ اسفند ۱۳۹۶    | اصفهان     | الوحده         | ۰–۲        | برد   | تبریزی (۲)                               | مرحله گروهی گروه B | لیگ قهرمانان آسیا ۲۰۱۸ |
| ۴۵   | ۲۱ اسفند ۱۳۹۶    | ابوظبی     | الوحده         | ۳–۰        | باخت  |                                          | مرحله گروهی گروه B | لیگ قهرمانان آسیا ۲۰۱۸ |
| ۴۶   | ۱۴ فروردین ۱۳۹۷  | اصفهان     | الدحیل         | ۱–۰        | باخت  |                                          | مرحله گروهی گروه B | لیگ قهرمانان آسیا ۲۰۱۸ |
| ۴۷   | ۲۸ فروردین ۱۳۹۷  | تاشکند     | لوکوموتیو      | ۱–۱        | مساوی | تبریزی                                   | مرحله گروهی گروه B | لیگ قهرمانان آسیا ۲۰۱۸ |
| ۴۸   | ۱۸ اردیبهشت ۱۳۹۷ | اصفهان     | استقلال        | ۰–۱        | برد   | گولسیانی                                 | یک هشتم نهایی      | لیگ قهرمانان آسیا ۲۰۱۸ |
| ۴۹   | ۲۵ اردیبهشت ۱۳۹۷ | تهران      | استقلال        | ۳–۱        | باخت  | حدادی‌فر                                  | یک هشتم نهایی      | لیگ قهرمانان آسیا ۲۰۱۸ |
| ۵۰   | ۲۳ بهمن ۱۳۹۷     | اصفهان     | الکویت         | ۰–۱        | برد   | اوساگونا                                 | پلی‌آف              | لیگ قهرمانان آسیا ۲۰۱۹ |
| ۵۱   | ۳۰ بهمن ۱۳۹۷     | الریان     | الغرافه        | ۲–۳        | برد   | اوساگونا مطهری نژادمهدی                  | پلی‌آف              | لیگ قهرمانان آسیا ۲۰۱۹ |
| ۵۲   | ۱۳ اسفند ۱۳۹۷    | اصفهان     | الزورا         | ۰–۰        | مساوی |                                          | مرحله گروهی گروه A | لیگ قهرمانان آسیا ۲۰۱۹ |
| ۵۳   | ۲۰ اسفند ۱۳۹۷    | دبی        | النصر          | ۲–۳        | برد   | نژادمهدی محمدزاده مطهری                  | مرحله گروهی گروه A | لیگ قهرمانان آسیا ۲۰۱۹ |
| ۵۴   | ۱۹ فروردین ۱۳۹۸  | دبی        | الوصل          | ۱–۳        | برد   | اوساگونا مطهری بوحمدان                   | مرحله گروهی گروه A | لیگ قهرمانان آسیا ۲۰۱۹ |
| ۵۵   | ۳ اردیبهشت ۱۳۹۸  | اصفهان     | الوصل          | ۰–۲        | برد   | چراغعلی مطهری                            | مرحله گروهی گروه A | لیگ قهرمانان آسیا ۲۰۱۹ |
| ۵۶   | ۱۷ اردیبهشت ۱۳۹۸ | کربلا      | الزورا         | ۲–۲        | مساوی | نیک‌نفس حبیب‌زاده                          | مرحله گروهی گروه A | لیگ قهرمانان آسیا ۲۰۱۹ |
| ۵۷   | ۸ خرداد ۱۳۹۸     | دوحه       | النصر          | ۰–۰        | مساوی |                                          | مرحله گروهی گروه A | لیگ قهرمانان آسیا ۲۰۱۹ |
| ۵۸   | ۱۴ مرداد ۱۳۹۸    | دبی        | الاتحاد        | ۲–۱        | باخت  | حدادی‌فر                                  | یک هشتم نهایی      | لیگ قهرمانان آسیا ۲۰۱۹ |
| ۵۹   | ۲۱ مرداد ۱۳۹۸    | دوحه       | الاتحاد        | ۴–۳        | باخت  | گل‌به‌خودی محمدی کریسانتوس                 | یک هشتم نهایی      | لیگ قهرمانان آسیا ۲۰۱۹ |

## حضور در فینال لیگ قهرمانان آسیا
فینال لیگ قهرمانان آسیا رقابت نهایی بین دو تیم راه یافته به مرحلهٔ نهایی لیگ قهرمانان آسیا ۲۰۱۰ نیز بود. دو تیم ذوب‌آهن از ایران و سئونگنام ایلهوا چونما از کره جنوبی، با پشت سر گذاشتن حریفان خود، موفق به رسیدن به مرحلهٔ فینال این دوره از مسابقات لیگ قهرمانان آسیا شدند.
فینال این دوره از مسابقات در تاریخ ۱۳ نوامبر ۲۰۱۰ و در ورزشگاه ملی توکیو برگزار شد.
سئونگنام ایلهوا چونما در تک مسابقهٔ فینال موفق شد ذوب‌آهن را با نتیجهٔ ۱–۳ شکست دهد تا به مقام قهرمانی دست پیدا کند و به مسابقات جام باشگاه‌های جهان راه پیدا کند.

### اطلاعات مسابقه
| سئونگنام ایلهوا چونما                                    | ۳ – ۱            | ذوب‌آهن              |
| -------------------------------------------------------- | ---------------- | ------------------- |
| ساشا اوگننوفسکی ۲۹' · چو بیونگ کوک ۵۳' · کیم چئول-هو ۸۳' | گزارش خلاصه بازی | محمدرضا خلعتبری ۶۷' |

| سئونگنام ایلهوا چونما | ذوب‌آهن |

## فصل به فصل
| #     | فصل   | نتیجه          | بازی | برد | مساوی | باخت | گل‌زده | گل‌خورده |
| ----- | ----- | -------------- | ---- | --- | ----- | ---- | ----- | ------- |
| ۱     | ۲۰۰۴  | مرحله گروهی    | ۴    | ۱   | ۲     | ۱    | ۴     | ۵       |
| ۲     | ۲۰۱۰  | نایب قهرمان    | ۱۲   | ۸   | ۲     | ۲    | ۱۵    | ۸       |
| ۳     | ۲۰۱۱  | یک چهارم نهایی | ۹    | ۵   | ۲     | ۲    | ۱۳    | ۷       |
| ۴     | ۲۰۱۲  | پلی‌آف          | ۱    | ۰   | ۰     | ۱    | ۰     | ۲       |
| ۵     | ۲۰۱۶  | یک‌هشتم نهایی   | ۸    | ۴   | ۳     | ۱    | ۱۳    | ۵       |
| ۶     | ۲۰۱۷  | مرحله گروهی    | ۶    | ۲   | ۱     | ۳    | ۶     | ۹       |
| ۷     | ۲۰۱۸  | یک‌هشتم نهایی   | ۹    | ۴   | ۱     | ۴    | ۱۱    | ۱۲      |
| ۸     | ۲۰۱۹  | یک‌هشتم نهایی   | ۱۰   | ۵   | ۳     | ۲    | ۱۸    | ۱۳      |
| مجموع | مجموع | مجموع          | ۵۹   | ۲۹  | ۱۴    | ۱۶   | ۸۰    | ۶۱      |

## آمار تیمی

### عملکرد فصل به فصل
| #  | فصل  | نتیجه         | بازی | برد | مساوی | باخت | گل‌ زده | گل خورده | بهترین گلزن تعداد گل             |
| -- | ---- | ------------- | ---- | --- | ----- | ---- | ------ | -------- | -------------------------------- |
| ۲  | ۲۰۰۴ | مرحله گروهی   | ۴    | ۱   | ۲     | ۱    | ۴      | ۵        | ۴ بازیکن (۱)                     |
| ۸  | ۲۰۱۰ | نایب قهرمان   | ۱۲   | ۸   | ۲     | ۲    | ۱۵     | ۸        | محمدرضا خلعتبری (۵)              |
| ۹  | ۲۰۱۱ | یک‌چهارم نهایی | ۹    | ۵   | ۲     | ۲    | ۱۳     | ۷        | ایگور کاسترو (۴) محمد قاضی (۴)   |
| ۱۰ | ۲۰۱۲ | پلی‌آف         | ۱    | ۰   | ۰     | ۱    | ۰      | ۲        |                                  |
| ۱۴ | ۲۰۱۶ | یک‌هشتم نهایی  | ۸    | ۴   | ۳     | ۱    | ۱۳     | ۵        | احسان پهلوان (۳)                 |
| ۱۵ | ۲۰۱۷ | مرحله گروهی   | ۶    | ۲   | ۱     | ۳    | ۶      | ۹        | جری بنگتسون (۲) مرتضی تبریزی (۲) |
| ۱۶ | ۲۰۱۸ | یک‌هشتم نهایی  | ۹    | ۴   | ۱     | ۴    | ۱۱     | ۱۲       | مرتضی تبریزی (۶)                 |
| ۱۷ | ۲۰۱۹ | یک‌هشتم نهایی  | ۱۰   | ۵   | ۳     | ۲    | ۱۸     | ۱۳       | امیرارسلان مطهری (۴)             |

## آمار مسابقات در برابر تیم‌های کشورها
در جدول زیر بازی‌های ذوب‌آهن در مسابقات لیگ قهرمانان آسیا به شمار آمده است.
| کشور              | بازی | برد | مساوی | باخت | گل‌زده | گل‌خورده | تفاضل گل |
| ----------------- | ---- | --- | ----- | ---- | ----- | ------- | -------- |
| عربستان سعودی     | ۱۵   | ۷   | ۳     | ۵    | ۲۳    | ۱۶      | ۷+       |
| امارات متحده عربی | ۱۲   | ۶   | ۲     | ۴    | ۱۳    | ۱۳      | ۰        |
| ازبکستان          | ۱۰   | ۷   | ۲     | ۱    | ۱۷    | ۱۵      | ۲+       |
| قطر               | ۹    | ۴   | ۳     | ۲    | ۱۲    | ۱۰      | ۲+       |
| کره جنوبی         | ۵    | ۱   | ۲     | ۲    | ۶     | ۸       | ۲−       |
| ایران             | ۴    | ۲   | ۰     | ۲    | ۳     | ۵       | ۲-       |
| عراق              | ۲    | ۰   | ۲     | ۰    | ۲     | ۲       | ۰        |
| کویت              | ۱    | ۱   | ۰     | ۰    | ۱     | ۰       | ۱+       |
| هند               | ۱    | ۱   | ۰     | ۰    | ۳     | ۱       | ۲+       |
| جمع               | ۵۹   | ۲۹  | ۱۳    | ۱۶   | ۸۰    | ۶۱      | ۱۹+      |

## آمار مسابقات در برابر تیم‌ها
در جدول زیر بازی‌های ذوب‌آهن در مسابقات لیگ قهرمانان آسیا به شمار آمده است.
| تیم               | بازی     | برد      | مساوی    | باخت     | گل‌زده    | گل‌خورده  |
| ازبکستان          | ازبکستان | ازبکستان | ازبکستان | ازبکستان | ازبکستان | ازبکستان |
| ----------------- | -------- | -------- | -------- | -------- | -------- | -------- |
| بنیادکار          | ۶        | ۵        | ۱        | ۰        | ۱۳       | ۳        |
| پاختاکور          | ۲        | ۱        | ۰        | ۱        | ۱        | ۲        |
| لوکوموتیو         | ۲        | ۱        | ۱        | ۰        | ۳        | ۱        |
| امارات متحده عربی |          |          |          |          |          |          |
| الوحده            | ۴        | ۲        | ۰        | ۲        | ۳        | ۴        |
| العین             | ۴        | ۰        | ۲        | ۲        | ۲        | ۷        |
| الامارات          | ۲        | ۲        | ۰        | ۰        | ۳        | ۱        |
| الوصل             | ۲        | ۲        | ۰        | ۰        | ۵        | ۱        |
| ایران             |          |          |          |          |          |          |
| استقلال           | ۳        | ۱        | ۰        | ۲        | ۲        | ۵        |
| مس کرمان          | ۱        | ۱        | ۰        | ۰        | ۱        | ۰        |
| عراق              |          |          |          |          |          |          |
| الزورا            | ۲        | ۰        | ۲        | ۰        | ۲        | ۲        |
| عربستان سعودی     |          |          |          |          |          |          |
| النصر             | ۵        | ۴        | ۱        | ۰        | ۱۳       | ۳        |
| الاتحاد           | ۴        | ۱        | ۱        | ۲        | ۷        | ۸        |
| الهلال            | ۲        | ۲        | ۰        | ۰        | ۲        | ۰        |
| الشباب            | ۲        | ۰        | ۱        | ۱        | ۰        | ۱        |
| الاهلی            | ۲        | ۰        | ۰        | ۲        | ۱        | ۴        |
| قطر               |          |          |          |          |          |          |
| الریان            | ۲        | ۲        | ۰        | ۰        | ۴        | ۱        |
| لخویا             | ۲        | ۱        | ۱        | ۰        | ۱        | ۰        |
| القطر             | ۲        | ۰        | ۲        | ۰        | ۳        | ۳        |
| الدحیل            | ۲        | ۰        | ۰        | ۲        | ۱        | ۴        |
| الغرافه           | ۱        | ۱        | ۰        | ۰        | ۳        | ۲        |
| کره جنوبی         |          |          |          |          |          |          |
| پوهانگ استیلرز    | ۲        | ۱        | ۱        | ۰        | ۳        | ۲        |
| سوون سامسونگ      | ۲        | ۰        | ۱        | ۱        | ۲        | ۳        |
| سئونگنام          | ۱        | ۰        | ۰        | ۱        | ۱        | ۳        |
| کویت              |          |          |          |          |          |          |
| الکویت            | ۱        | ۱        | ۰        | ۰        | ۱        | ۰        |
| هند               |          |          |          |          |          |          |
| آیزول             | ۱        | ۱        | ۰        | ۰        | ۳        | ۱        |
| مجموع             | ۵۹       | ۲۹       | ۱۳       | ۱۶       | ۸۰       | ۶۱       |

## برترین گلزنان
جدول زیر برترین گلزنان تیم ذوب‌آهن در مسابقات لیگ قهرمانان آسیا را نشان می‌دهد:
| # | نام بازیکن       | گل‌زده |
| - | ---------------- | ----- |
| ۱ | مرتضی تبریزی     | ۹     |
| ۲ | ایگور کاسترو     | ۸     |
| ۳ | محمدرضا خلعتبری  | ۶     |
| ۳ | محمد قاضی        | ۶     |
| ۴ | مهدی رجب‌زاده     | ۵     |
| ۵ | امیرارسلان مطهری | ۴     |

## آمار مربیان
جدول زیر آمار تعداد دفعاتی که سرمربیان ذوب‌آهن، هدایت تیم را در هر فصل از لیگ قهرمانان آسیا بر عهده داشته‌اند، نشان می‌دهد:
| # | دوره | نام مربی (دفعات حضور)  |
| - | ---- | ---------------------- |
| ۱ | ۲۰۰۴ | رسول کربکندی (۴)       |
| ۲ | ۲۰۱۰ | منصور ابراهیم‌زاده (۱۲) |
| ۳ | ۲۰۱۱ | منصور ابراهیم‌زاده (۹)  |
| ۴ | ۲۰۱۲ | منصور ابراهیم‌زاده (۱)  |
| ۵ | ۲۰۱۶ | یحیی گل‌محمدی (۸)       |
| ۶ | ۲۰۱۷ | مجتبی حسینی (۶)        |
| ۷ | ۲۰۱۸ | امیر قلعه‌نویی (۸)      |
| ۸ | ۲۰۱۹ | علیرضا منصوریان (۸)    |

جدول زیر آمار کلی تعداد دفعاتی که سرمربیان ذوب‌آهن، هدایت تیم را در لیگ قهرمانان آسیا بر عهده داشته‌اند، نشان می‌دهد:
| # | نام مربی          | دفعات حضور |
| - | ----------------- | ---------- |
| ۱ | منصور ابراهیم‌زاده | ۲۲         |
| ۲ | یحیی گل‌محمدی      | ۸          |
| ۲ | امیر قلعه‌نویی     | ۸          |
| ۲ | علیرضا منصوریان   | ۸          |
| ۳ | مجتبی حسینی       | ۶          |
| ۴ | رسول کربکندی      | ۴          |

## دیگر آمارها
- بهترین پیروزی‌ها:
  - برد ۵–۲ مقابل تیم فوتبال  بنیادکار - (۲۰۱۶)
  - برد ۴–۱ مقابل تیم فوتبال  النصر - (۲۰۱۱)
- بدترین شکست‌ها:
  - باخت ۳–۴ مقابل تیم فوتبال  الاتحاد  - (۲۰۱۹)
- پرگل‌ترین بازی‌ها:
  - ذوب‌آهن ایران  ۵–۲  بنیادکار ازبکستان (۷ گل) - (۲۰۱۶)
  - ذوب‌آهن ایران  ۳–۴  الاتحاد عربستان (۷ گل) - (۲۰۱۹)
  - ذوب‌آهن ایران  ۴–۱  النصر عربستان (۵ گل) - (۲۰۱۱)